# Industria Automotriz Santa Fe S.A.
Le projet de constitution de la société Industria Automotriz Santa Fe S.A. - IASFSA pour fabriquer, sous licence du constructeur allemand Auto Union AG d'Ingolstadt, des voitures de marque Auto Union - DKW en Argentine, a été autorisé en octobre 1959. 
Le projet présenté prévoyait de produire une berline en version deux et quatre portes, un véhicule familial et des véhicules utilitaires à raison de 1.200 exemplaires en 1960 et 2.500 exemplaires à l'horizon 1964.
Le premier modèle choisi était la berline "Auto Union F94", renommée Auto Union 1000, dont l'assemblage a débuté en 1960 dans un entrepôt cédé temporairement par le gouvernement provincial dans la ville de Santa Fe. Pendant ce temps, la première pierre de la construction d'une usine située à Sauce Viejo, dans la province de Santa Fe était posée.
Les premiers exemplaires comportaient une très forte part de pièces importées directement d'Allemagne. La production a débuté au rythme assez modeste de 10 à 12 véhicules par jour en janvier 1962.

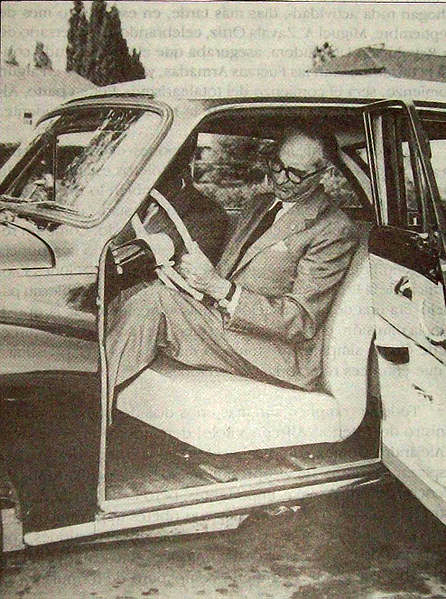
Le président argentin Arturo Frondizi essaie une Auto Union 1000 en 1960

La présentation de la voiture a eu lieu à l'hippodrome de Buenos Aires le 8 juin 1960, en présence du quintuple champion du monde Juan Manuel Fangio.
Outre la voiture Auto Union 1000, l'usine a produit des véhicules utilitaires : minibus pour 8 passagers, fourgon, pick-up et châssis cabine pour les carrossiers industriels locaux. Toutes les versions étaient équipées du même moteur de 980 cm3.
En 1963, un nouveau modèle est venu compléter à la gamme : l'Auto Union 1000 S Sport, une version sportive avec une carrosserie deux portes due au designer et carrossier italien Fissore.
Le constructeur allemand Auto Union AG, renommé Audi, filiale du groupe Volkswagen en 1964, avait exigé que dans chaque pays où l'Auto Union - DKW était assemblée, l'emblème de la province ou de l'État où se trouvait l'usine soit apposé sur le bouton du klaxon, au centre du volant. C'est ainsi qu'en Argentine les modèles Auto Union produits localement comportaient le logo de la province de Santa Fe au centre du volant.

## L'usine de Sauce Viejo
La production de l'usine de Sauce Viejo a atteint son niveau de croisière en janvier 1962. La demande croissante a engendré une augmentation de la production. En 1965, la capacité de production de l'usine était portée de à 25 unités par jour. Le niveau d'intégration local avait également fortement augmenté avec la réalisation, dans l'usine, des opérations d'usinage et d'assemblage du moteur, de la boîte de vitesses, du différentiel, la construction totale des carrosseries du véhicule utilitaire, de la sellerie et de l'assemblage final.
En 1965, la production s'est élevée à 5.494 exemplaires, tous modèles confondus. Le total cumulé depuis le début était de 27.571 exemplaires.
Ce scénario prometteur allait être rapidement bouleversé. À partir de 1967, l'usine a connu une très forte chute des quantités produites en raison d'une procédure judiciaire accusant les dirigeants allemands de la société de contrebande et d'évasion fiscale. La production de l'usine s'est poursuivie avec de grandes difficultés jusqu'à la fin de l'année 1969, date à laquelle l'usine a cessé définitivement ses activités après avoir produit 32.698 exemplaires, tous modèles confondus.
Le site industriel de Sauce Viejo est racheté en 1970 par la filiale argentine du groupe italien Fiat SpA, Fiat Concord qui reconditionne complètement l'usine pour la production de 10.000 tracteurs agricoles par an,. En 1974, pour satisfaire à la forte demande interne et à l'exportation, notamment vers Cuba où 5.000 camions étaient vendus chaque année, Fiat V.I. Argentina crée une deuxième unité de production pour fabriquer 6.000 camions et autobus et 25.000 moteurs par an.